# Elena Popescu
Elena Popescu (* 6. September 1989 in Kischinjow, MSSR, Sowjetunion als Jelena Popesku; russisch Еле́на Попе́ску) ist eine ehemalige moldauische Leichtathletin, die sich auf den Mittelstreckenlauf spezialisiert hat.

## Sportliche Laufbahn
Erste internationale Erfahrungen sammelte Elena Popescu im Jahr 2012, als sie bei den Balkan-Hallenmeisterschaften in Istanbul in 2:05,33 min die Bronzemedaille im 800-Meter-Lauf hinter der Türkin Merve Aydın und Eleni Filandra aus Griechenland gewann. Anschließend schied sie bei den Hallenweltmeisterschaften ebendort mit 2:05,24 min in der ersten Runde aus. Im August nahm sie über diese Distanz an den Olympischen Sommerspielen in London teil und schied dort mit 2:06,94 min in der Vorrunde aus. Daraufhin beendete sie ihre aktive sportliche Karriere im Alter von 33 Jahren.
2011 wurde Popescu moldauische Meisterin im 800-Meter-Lauf im Freien sowie 2012 in der Halle.

## Persönliche Bestleistungen
- 800 Meter: 2:00,64 min, 28. Mai 2012 in Jalta
  - 800 Meter (Halle): 2:05,24 min, 9. März 2012 in Istanbul